# Przedborowice
Przedborowice (niem. Preborowitz) – wieś w Polsce, położona w województwie opolskim, w powiecie kędzierzyńsko-kozielskim, w gminie Pawłowiczki. W 2011 roku liczba ludności we wsi Przedborowice wynosiła 80.
W latach 1975–1998 miejscowość administracyjnie należała do ówczesnego województwa opolskiego.

## Nazwa
Nazwa pochodzi od staropolskiej nazwy lasu iglastego - boru. Heinrich Adamy w swoim dziele o nazwach miejscowości na Śląsku wydanym w 1888 roku we Wrocławiu wymienia jako najstarszą zanotowaną nazwę miejscowości Przedborowice podając jej znaczenie "Dorf vor dem Walde" czyli po polsku "Wieś przy lesie". Nazwa wywodzić się może również od staropolskiego imienia męskiego Przedbor lub Przybor. Pierwotna polska nazwa Przedborowice została później przez Niemców zgermanizowana na Przedborowitz.

## Integralne części wsi
| SIMC    | Nazwa   | Rodzaj     |
| ------- | ------- | ---------- |
| 0998197 | Uciecha | przysiółek |

### Historia
Najstarsza wzmianka o wsi pochodzi z 1531 r.
Od końca XVIII w. wieś posiadała własną pieczęć gminną, na której wizerunku przedstawiono pnącą się winorośl, po prawej i lewej stronie sierp skierowany do środka pola.
W 1855 r. we wsi było 30 domów i 242 mieszkańców.

### Zabytki
Na terenie wsi (obecnie teren prywatny) znajduje się krzyż pokutny z XIV–XVI w., który stawiany był przez zabójcę w miejscu zbrodni.